# Петер Андерссон
Петер Андерссон (швед. Peter Andersson; 29 серпня 1965, м. Еребру, Швеція) — шведський хокеїст, захисник. Виступав за хокейні клуби Швеції у Елітсерії, клуби НХЛ, Німецької хокейної ліги та Швейцарської Національної ліги А. З 2009 року він головний тренер ХК «Еребру» в лізі ХокейОлсвенскан.

## Кар'єра
Петер Андерссон розпочав свою кар'єру хокеїста в своєму рідному місті в юніорській команді ХК «Еребру», в першій команді грав з 1981 по 1983 роки. В сезоні 1982/83, він як бомбардир набрав 20 очок, з них десять очок були закинуті шайби в 25 матчах. Петер в тому сезоні також був визнаний найкращим юніором у Швеції. Крім того, Нью-Йорк Рейнджерс обрав його в Драфті НХЛ 1983 року в четвертому раунді під 73 номером. Спочатку, однак, захисник залишився у своїй рідній Швеції, де з 1983 по 1989 роки виступав у Фер'єстаді в Елітсерії. З командою з Карлстада він став чемпіоном Швеції в 1986 і 1988 роках.
Влітку 1989 року, Андерссон підписав контракт з клубом другого дивізіону «Мальме», з яким він піднявся в сезоні 1989/90 до Елітсерії, а в 1992 році виграв чемпіонат Швеції. Після Олімпійських ігор 1992 він таки почав свої виступи за «Нью-Йорк Рейнджерс», але на початку північно-американської кар'єри він грав за фарм-клуб «Бінгхемптон Рейнджерс». В сезонах 1992—1993 та 1993—1994 за «Нью-Йорк Рейнджерс‎» він провів тільки 39 ігор, в яки набрав 17 очок. 21 березня 1994, шведського гравця обміняли в дев'ятому раунді Драфта НХЛ в «Флорида Пантерс». До кінця сезону він провів ще вісім ігор за «Пантер», перш ніж повернувся до Мальме.
З 1994 по 1996 Андерссон грав за «Мальме» в Елітсерії, сезон 1995/96 років він закінчив в «Дюссельдорф ЕГ», з яким він став чемпіоном Німеччини. Ще через рік, Петер підписав контракт з ХК «Луґано», в якому він проведе чотири сезони з 1997 по 2001 роки, він стане чемпіоном Швейцарії в сезоні 1998/99 років. Останні чотири сезони з 2001 по 2005 він проведе за «Мальме» в Елітсерії, в сезоні 2004/05 він був капітаном команди. Тоді ж закінчив кар'єру гравця у віці 40 років.
Після завершення кар'єри гравця він залишився тренером у клубі «Мальме». Потім він рік провів був генеральним менеджером клубу. З сезону 2009/10 став головним тренером суперника «Мальме» в лізі ХокейОлсвенскан ХК «Еребру».

## Кар'єра (збірні)
Андерссон брав участь у Чемпіонаті Європи серед юніорів U18 в 1982 і 1983 роках, а також на чемпіонаті світу U20 1983, 1984 і 1985 роках. Грав також у складі національної збірної на чемпіонаті світу в 1993, 1994 і 2001 роках, а також на зимових Олімпійських іграх в Альбервілі в 1992 році.

## Нагороди та досягнення
- 1982 золота медаль на Чемпіонаті Європи серед юніорів U18
- 1986 Чемпіон Швеції у складі Фер'єстад
- 1988 Чемпіон Швеції у складі Фер'єстад
- 1991 All-Star на Кубок Шпенглера 1991
- 1992 Чемпіон Швеції у складі Мальме
- 1993 срібна медаль на чемпіонаті світу
- 1994 бронзова медаль на чемпіонаті світу
- 1996 Чемпіон Німеччини у складі «Дюссельдорф ЕГ»
- 1998 Чемпіон Швейцарії у складі ХК «Луґано»
- 2001 бронзова медаль на чемпіонаті світу